# Велигино
Вели́гино (до 1948 года Эки́-Баш; укр. Велигіно, крымскотат. Eki Baş, Эки Баш) — исчезнувшее село в Красногвардейском районе Республики Крым, располагавшееся на юго-западе района, в степной части Крыма, примерно в 2,5—3 км к северо-востоку от села Сумское Симферопольского района.

## История
Первое документальное упоминание села встречается в Камеральном Описании Крыма… 1784 года, судя по которому, в последний период Крымского ханства Экибаш (записано как Ики баш ) входил в Акмечетский кадылык Акмечетского каймаканства. После присоединения Крыма к России (8) 19 апреля 1783 года, (8) 19 февраля 1784 года, именным указом Екатерины II сенату, на территории бывшего Крымского Ханства была образована Таврическая область и деревня была приписана к Евпаторийскому уезду. После Павловских реформ, с 1796 по 1802 год, входила в Акмечетский уезд Новороссийской губернии. По новому административному делению, после создания 8 (20) октября 1802 года Таврической губернии, относилась к Тулатской волости Евпаторийского уезда.
Согласно Ведомости о волостях и селениях, в Евпаторийском уезде с показанием числа дворов и душ… от 19 апреля 1806 года в Экибаше числилось 30 дворов в которых проживало 217 крымских татар, 13 цыган и 7 ясыров. На военно-топографической карте генерал-майора Мухина 1817 года обозначен Екибаш с 20 дворами. После реформы волостного деления 1829 года деревню отнесли к Темешской волости того же уезда. На карте 1836 года в деревне 30 дворов, как и на карте 1842 года. По свидетельству Франц Мартынович Домбровский 1850 года через Экибаш проходила обывательская почтовая дорога и действовала обывательская почтовая станция.
После земской реформы 1860-х годов Александра II деревню приписали к Абузларской волости. Видимо, эмиграция татар, особенно массовая после Крымской войны 1853—1856 годов, в Турцию затронула и Экибаш. Согласно «Списку населённых мест Таврической губернии по сведениям 1864 года», составленному по результатам VIII ревизии 1864 года, Экибаш — татарская деревня при колодцах, с 6 дворами, 55 жителями и мечетью. По обследованиям профессора А. Н. Козловского 1867 года, вода в колодцах деревни была солоновато-горькая, а их глубина достигала 26—30 саженей (55—63 м). На трехверстовой карте Шуберта 1865—1876 года в деревне 10 дворов.
В «Памятной книге Таврической губернии 1889 года» по результатам Х ревизии 1887 года записан Экибаш с 14 дворами и 95 жителями. В 1890 году, при деревне, крымскими немцами меннонитами, на 1926 десятинах земли, была основана колония с таким же названием.
Согласно «…Памятной книжке Таврической губернии на 1892 год», в деревне Экибаш, входившей в Биюк-Токсабинский участок, числилось 3 жителя в 1 домохозяйстве.
Земская реформа 1890-х годов в Евпаторийском уезде прошла позже остальных, в результате Экибаш приписали к Камбарской волости.
По «…Памятной книжке Таврической губернии на 1900 год» в деревне числилось 72 жителя в 11 дворах, согласно энциклопедическому словарю «Немцы России» в 1904 году было 89 человек, а в 1911 — 68. На 1914 год в селении действовала лютеранская земская школа. По Статистическому справочнику Таврической губернии. Ч.II-я. Статистический очерк, выпуск пятый Евпаторийский уезд, 1915 год, в деревне Экибаш Камбарской волости Евпаторийского уезда числилось 7 дворов (все дворы с землёй) с немецким населением в количестве 18 человек приписных жителей и 32 — «посторонних», из которых 28 мужчин и 22 женщины. Жители владели 1925 десятинами удобной земли. В хозяйствах имелось 96 лошадей, 92 вола, 50 коров и 50 голов мелкого скота. Согласно списку 1915 года «…русских подданных из австрийских, венгерских или германских выходцев» землевладельцев, опубликованном в газете «Таврические губернские ведомости» в апреле 1915 года, при деревне Экибаш значится семья крымских немцев Рейбольд, члены которой владели различными участками земли: Иоганес-Фридрих Готфридович и Альберт-Генрих Готфридович — по 254 десятины, Отилия Готфридовна — 30 дес., Филиппина Иоганесовна — 50 дес., Биата Кондратовна — 5,5 дес., Иоган-Адам Готфридович — 276 дес. 2306 квадратных саженей и Конрад Готфридович — 69 дес..
После установления в Крыму Советской власти, по постановлению Крымревкома от 8 января 1921 года была упразднена волостная система и село включили в состав вновь созданного Сарабузского района Симферопольского уезда, а в 1922 году уезды получили название округов. 11 октября 1923 года, согласно постановлению ВЦИК, в административное деление Крымской АССР были внесены изменения, в результате которых был ликвидирован Сарабузский район и образован Симферопольский и село включили в его состав. Согласно Списку населённых пунктов Крымской АССР по Всесоюзной переписи 17 декабря 1926 года, в селе Экибаш Ново-Михайловского сельсовета Симферопольского района, числилось 16 дворов, все крестьянские, население составляло 89 человек. В национальном отношении учтено: 60 немцев, 25 украинцев, 4 русских.
Постановлением ВЦИК «О реорганизации сети районов Крымской АССР» от 30 октября 1930 года, был создан немецкий национальный (лишённый статуса национального постановлением Оргбюро ЦК КПСС от 20 февраля 1939 года) Биюк-Онларский район и село включили в его состав.
Вскоре после начала Великой Отечественной войны, 18 августа 1941 года крымские немцы были выселены, сначала в Ставропольский край, а затем в Сибирь и северный Казахстан.
После освобождения Крыма от фашистов в апреле, 12 августа 1944 года было принято постановление № ГОКО-6372с «О переселении колхозников в районы Крыма» и в сентябре 1944 года в район приехали первые новоселы (57 семей) из Винницкой и Киевской областей, а в начале 1950-х годов последовала вторая волна переселенцев из различных областей Украины. С 25 июня 1946 года селение в составе Крымской области РСФСР. Указом Президиума Верховного Совета РСФСР от 18 мая 1948 года, Эки-Баш переименовали в Велигино. Ликвидировано до 1954 года, так как в списках упразднённых с этого года сёл не значится.

### Динамика численности населения
| - 1805 год — 237 чел. - 1864 год — 55 чел. - 1889 год — 95 чел. - 1892 год — 3 чел. - 1900 год — 72 чел. | - 1904 год — 89 чел. - 1911 год — 68 чел. - 1915 год — 18/32 чел. - 1926 год — 89 чел. |